# Лийвак, Ану
Ану Лийвак (эст. Anu Liivak; 4 октября 1953 — 10 марта 2016) — эстонский историк искусства и критик.

## Образование
В 1972 году окончила 21-ю среднюю школу.
В 1977 году окончила Ленинградский институт живописи, скульптуры и архитектуры имени И.Е Репин
В 1996 году получила степень магистра области истории искусства Таллиннского университета искусств.

## Работа
В 1977—1991 Ану Лийвак работала в художественном музее Эстонии младшим научным сотрудником, ученым секретарем и директором по исследованиям.
С 1991 года она работала в Таллиннском художественном зале, а с 2002 по 2008 руководила художественной галереей Retretti в Финляндии.
С января 2009 года и до своей смерти в марте 2016 года Ану Лийвак была директором художественного музея.

## Награды
- Национальная премия Эстонии по культуре — 1995.
- Орден Белой звезды IV (4-й) степени — 2006.